# Leh lub salub rarng
Leh lub salub rarng (in thailandese เล่ห์ลับสลับร่าง), conosciuta anche con i titoli internazionali Switch e Secret Trick While Bodies Switch è una serie televisiva thailandese del 2017, diretta da Krit Sukramongkol.

## Trama
Ramin è un poliziotto appartenente a una prestigiosa unità speciale caratterizzato dall'essere donnaiolo, mentre Petra è un'arrogante attrice che disprezza tutti gli uomini che conosce. Improvvisamente, i due si trovano l'uno nel corpo dell'altro: non solo hanno l'occasione di riflettere su numerosi aspetti negativi del proprio carattere e su cosa si provi a essere nell'altro sesso, bensì giungono a innamorarsi l'uno dell'altro.

## Distribuzione
In Thailandia, Leh lub salub rarng è stato trasmesso dal 31 luglio al 4 settembre 2017 su Channel 3.

## Distribuzioni internazionali
| Paese     | Canale/i    | Prima TV                    | Titolo adottato |
| --------- | ----------- | --------------------------- | --------------- |
| Filippine | GMA Network | 10 ottobre-22 novembre 2018 | Switch          |
| Malaysia  | TV3         | 2020                        |                 |